# Danh sách chi của Noctuidae:R
Noctuidae là một họ bướm đêm lớn gồm rất nhiều chi:
A B C D E F G H I J K L M N O P Q R S T U V W X Y Z
| - Rabila - Rachiplusia - Raclia - Radara - Raddea - Radinacra - Radinocera - Radinogoes - Radinotia - Radosa - Ragana - Raghuva - Ramadasa - Ramesodes - Ramopia - Ramphia - Rancora - Raparna - Raphia - Raphiscopa - Rasihia - Reabotis - Recoropha - Rectangulipalpus - Rectipalpula | - Redectis - Redingtonia - Rejectaria - Rema - Remigia - Remigiodes - Renia - Renisania - Renodes - Renyigoga - Resapamea - Resperdrina - Rethma - Reticcala - Reticulana - Retusia - Rhabdophera - Rhabdotina - Rhabinogana - Rhabinopteryx - Rhaesena - Rhamnocampa - Rhangena - Rhanidophora | - Rhapsa - Rhatta - Rhazunda - Rhesala - Rhesalides - Rhesalistis - Rhescipha - Rhiscipha - Rhiza - Rhizagrotis - Rhizedra - Rhizolitha - Rhizotype - Rhodina - Rhodochlaena - Rhododactyla - Rhododipsa - Rhodoecia - Rhodophora - Rhodosea - Rhodotarache - Rhopalognatha - Rhoptrotrichia - Rhosologia | - Rhosus - Rhubuna - Rhyacia - Rhynchaglaea - Rhynchagrotis - Rhynchina - Rhynchodia - Rhynchodina - Rhynchodontodes - Rhyncholita - Rhynchoplexia - Rhypagla - Rhytia - Riadhia - Riaga - Riagria - Richia - Ricla - Rictonis - Rileyiana - Rimulia - Ripagrotis - Ripogenus - Ripolia | - Ristra - Rivula - Rivulana - Roborbotodes - Rodriguesia - Rolua - Ronania - Roperua - Rororthosia - Roseoblemma - Rostrypena - Rothia - Rotoa - Rougeotia - Rougeotiana - Rowdenia - Ruacodes - Rubarsia - Rufachola - Rugofrontia - Rungsianea - Rusicada - Rusidrina - Rusina |